# Place Renée-Vivien
La place Renée-Vivien se trouve dans le 3e arrondissement de Paris

## Situation et accès
Cette place se situe dans le quartier historique du Marais à l'intersection de la rue du Temple et de la rue des Haudriettes.
Ce site est desservi par la station de métro Rambuteau.

## Origine du nom
Elle porte le nom de la poétesse Pauline Mary Tarn, dite Renée Vivien (1877-1909), après une proposition du maire de Paris adopté par le Conseil de Paris.

## Historique
À l'emplacement de l'actuelle place se trouvait un pilori élevé par la maison du Temple, et qui était encore visible en 1789.

## Bâtiments remarquables et lieux de mémoire
La peinture murale de 160 m2 ornant l'immeuble au sud de la place est due à Laurent Hours.
Le 21 juin de chaque année, à l'occasion de la Fête de la musique, cette petite place est le théâtre de spectacles musicaux amateurs en acoustique.